# Суифт (окръг)
Вижте пояснителната страница за други значения на Суифт.
Окръг Суифт (на английски: Swift County) е окръг в щата Минесота, Съединени американски щати. Площта му е 1948 km², а населението - 11 956 души (2000). Административен център е град Бенсън.